# Собрание узаконений
Собра́ние узаконе́ний (СУ) — ряд официальных печатных изданий, публиковавших тексты нормативных актов государственных органов власти Российской империи, Советской России, союзных и автономных республик и СССР в целом.
Иногда аббревиатуру СУ, часто встречающуюся в ссылочном аппарате целого ряда источников, даже сами авторы текстов ошибочно расшифровывают как «собрание уложений», путая по аналогии с названием ряда нормативных актов Российской империи (например, с названием «Соборного уложения» 1649 года, «Уложения о наказаниях уголовных и исправительных»  1845 года или Уголовного уложения 1903 года).
- В Российской империи это было Собрание узаконений Российской империи, издаваемое при Правительствующем Сенате, выходившее с 1 января 1863 г.
- В Советской России (РСФСР) — Собрание узаконений сменило несколько названий: первоначально «Собрание узаконений и распоряжений Рабочего и Крестьянского правительства», позднее «Собрание узаконений и распоряжений рабочего и крестьянского правительства РСФСР», в котором также публиковался целый ряд межгосударственных договоров.

С образованием СССР, после образования органов государственной власти СССР, их акты с середины 1923 года также публиковались в «Собрании узаконений и распоряжений Рабочего и Крестьянского правительства», но с сентября 1924 года союзные акты стали публиковаться в «Собрании законов и распоряжений рабоче-крестьянского правительства Союза Советских Социалистических Республик».
Существовали также СУ союзных республик СССР:
- СУ Азербайджанской ССР[3]
- СУ Белорусской ССР[3]
- СУ ССР Грузии[3]
- СУ Украинской ССР[4].

Также существовали СУ следующих автономных республик:
- СУ Башкирской АССР[5]
- СУ Киргизской (впоследствии Казахской) АССР[5]
- СУ Дагестанской АССР[5]